# Изокумарин
Изокумарин (2,1-бензопиран) — ненасыщенный лактон, у которого в отличие от кумарина двойная связь не сопряжена с карбонильной группой. Поэтому его можно рассматривать как виниловый эфир. Выделен из корней различных видов растений семейства Saxifraga. По отношению к реагентам, способствующим гидролизу, изокумарины ведут себя как типичные лактоны. Так, они устойчивы к кислым и нейтральным реагентам, но взаимодействуют со щелочами, причем характер получающихся соединений зависит от заместителей, находящихся в положениях 3 и 4.